# Kolbachovo číslo
Kolbachovo číslo je jedním z ukazatelů jakosti sladovnického ječmene a sladu. Udává poměr rozpustného dusíku ve sladině k celkovému obsahu dusíku ve sladu. Udává se v procentech.
V současné době se za optimální Kolbachovo číslo považuje hodnota, která se pohybuje okolo 40.